# الفرقة 210 (إسرائيل)
الفرقة 210 ولقبها باشان (הבשן)، كذلك عُرفت سابقاً بأسماء فرقة جولان، طريق النار، الفرقة 366، الفرقة 49، هي فرقة إقليمية تتبع القيادة الشمالية للجيش الإسرائيلي، وهي مسؤولة عن قطاع هضبة الجولان وجبل الشيخ والحدود الإسرائيلية السورية. تشكلت الفرقة بعد حل الفرقة 366 «نتيف ها إيش/طريق النار» التابعة للقيادة الجنوبية وذلك قبل أشهر قليلة من اندلاع حرب 1973.
يتولى العميد صهيون ريتزون قيادة الفرقة اعتباراً من سبتمبر 2022.

## تشكيل الفرقة 210
- الفرقة 210 «باشان»
  -  لواء المشاة التاسع «عوديد» (احتياطي)
    - الكتيبة 7006 مشاة
    - الكتيبة 9204 مشاة
    - الكتيبة 9211 مشاة
    - كتيبة 6724 استطلاع

  -  اللواء 679 مدرع «يفتاح» (احتياط)
    - الكتيبة 8108 مدرعة
    - الكتيبة 8112 مدرعة
    - الكتيبة 8232 مدرعة
    - الكتيبة 9227 مهندسين مدرعة

  -  اللواء الإقليمي 474 «جولان» - قطاع هضبة الجولان
    - الكتيبة 7490 مشاة
    - الكتيبة 7491 مشاة

  -  اللواء الإقليمي 810 «حرمون» – قطاع جبل الشيخ
    - الكتيبة 9307 مشاة
    - الكتيبة 1810 مشاة
    - وحدة جبال الألب

  -  لواء المدفعية 209 «كيدون» (احتياطي)
  -  كتيبة إشارة الفرقة «شنير»
  -  كتيبة الاستخبارات الميدانية 595 «عيت/النسر»
  -  لواء الفرقة اللوجستي
  - سرية الهندسة القتالية 210 «هضبة القطط»